# Mazu
 (juin 2013).
Si vous disposez d'ouvrages ou d'articles de référence ou si vous connaissez des sites web de qualité traitant du thème abordé ici, merci de compléter l'article en donnant les références utiles à sa vérifiabilité et en les liant à la section « Notes et références ».
Cette page contient des caractères spéciaux ou non latins. S’ils s’affichent mal (▯, ?, etc.), consultez la page d’aide Unicode.
Mazu (chinois simplifié : 妈祖; chinois traditionnel : 媽祖; pinyin : Māzǔ; Wade-Giles : Ma-tsu; Pe̍h-ōe-jī : Má-chó·; littéralement « ancêtre-mère »), maso (媽祖) en japonais, est une déesse chinoise dont le culte, peut-être originaire du Fujian, s’étend principalement le long des côtes sud et est de la Chine (Zhejiang, Fujian, Guangdong), ainsi qu'à Macao, Taïwan et au Vietnam. Les relations maritimes entre les régions bordant la mer de Chine méridionale et l’immigration chinoise en Asie du Sud-Est expliquent qu’on trouve des temples qui lui sont consacrés dans de nombreux pays d’Asie : Malaisie, Singapour, Philippines, Japon, et jusque dans les quartiers chinois de Los Angeles et San Francisco. À l’origine protectrice des marins, elle a pris à Taïwan l’importance d’une divinité de premier plan aux fonctions multiples. Le petit archipel des Matsu et l’ile principale des Pescadores, Magong, lui doivent leur nom.
Son origine en tant que mortelle est associée à Lin Moniang (Chinois : 林默娘; pinyin : Lín Mòniáng; Pe̍h-ōe-jī : Lîm Be̍k-niû).

## Noms de Mazu

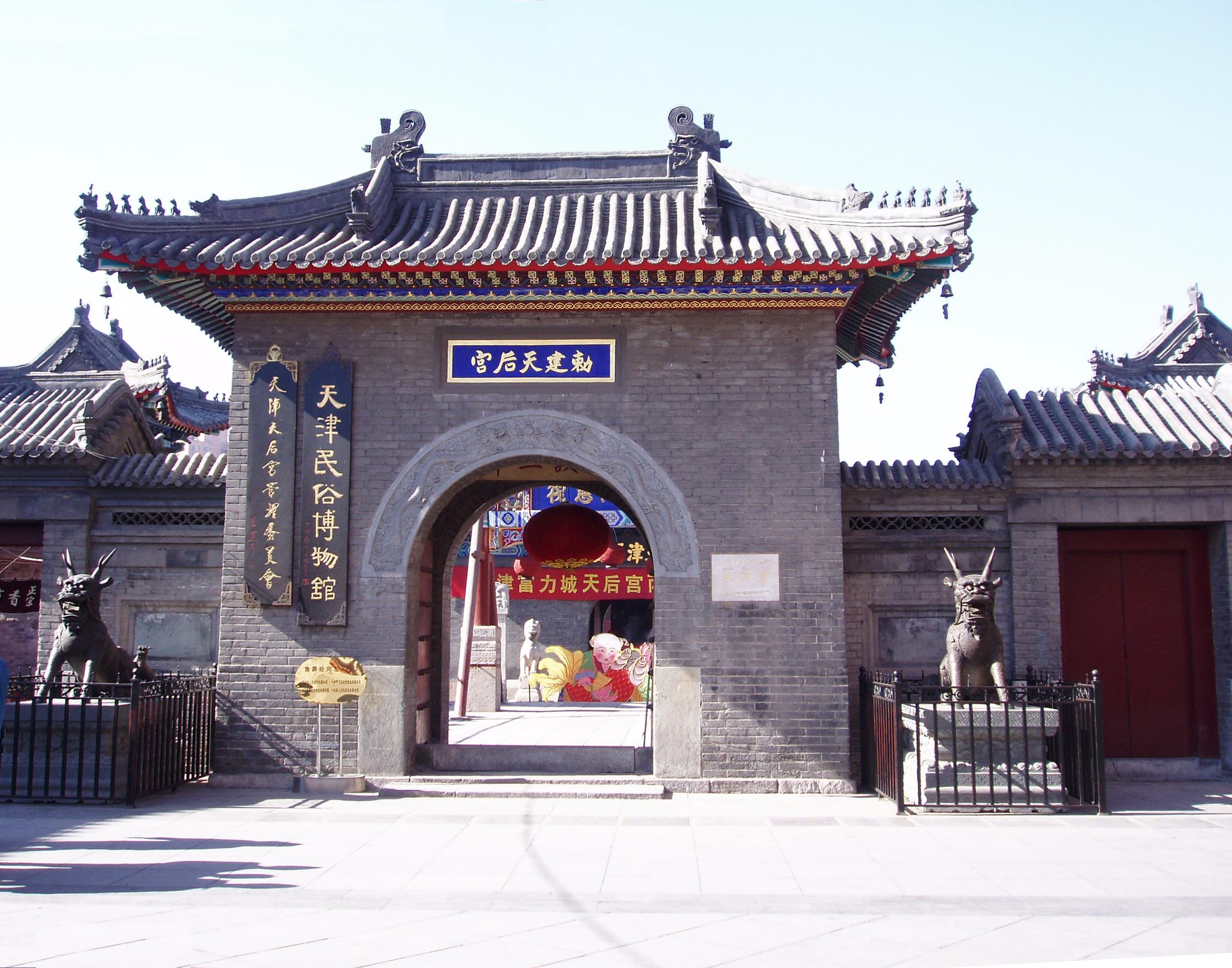
Le temple de Mazu à Tianjin

Le nom de Mazu peut se décomposer en Ma « mère » et Zu « ancêtre ». Elle est souvent appelée par l’un des titres qui lui ont été décernés par l’administration impériale en reconnaissance de son importance, comme c’est la coutume pour les divinités chinoises. Depuis le règne de l’empereur Huizong des Song (r. 1000-1125) jusqu’à l’ère Daoguang des Qing (1820-1850), Mazu s’est vu décerner près de trente titres, dont les plus usités sont : Tianfei ou Tianfei niangniang « Dame du palais céleste », Tianhou « Impératrice céleste », Tianshang shengmu « Sainte mère céleste ».

## Biographie légendaire

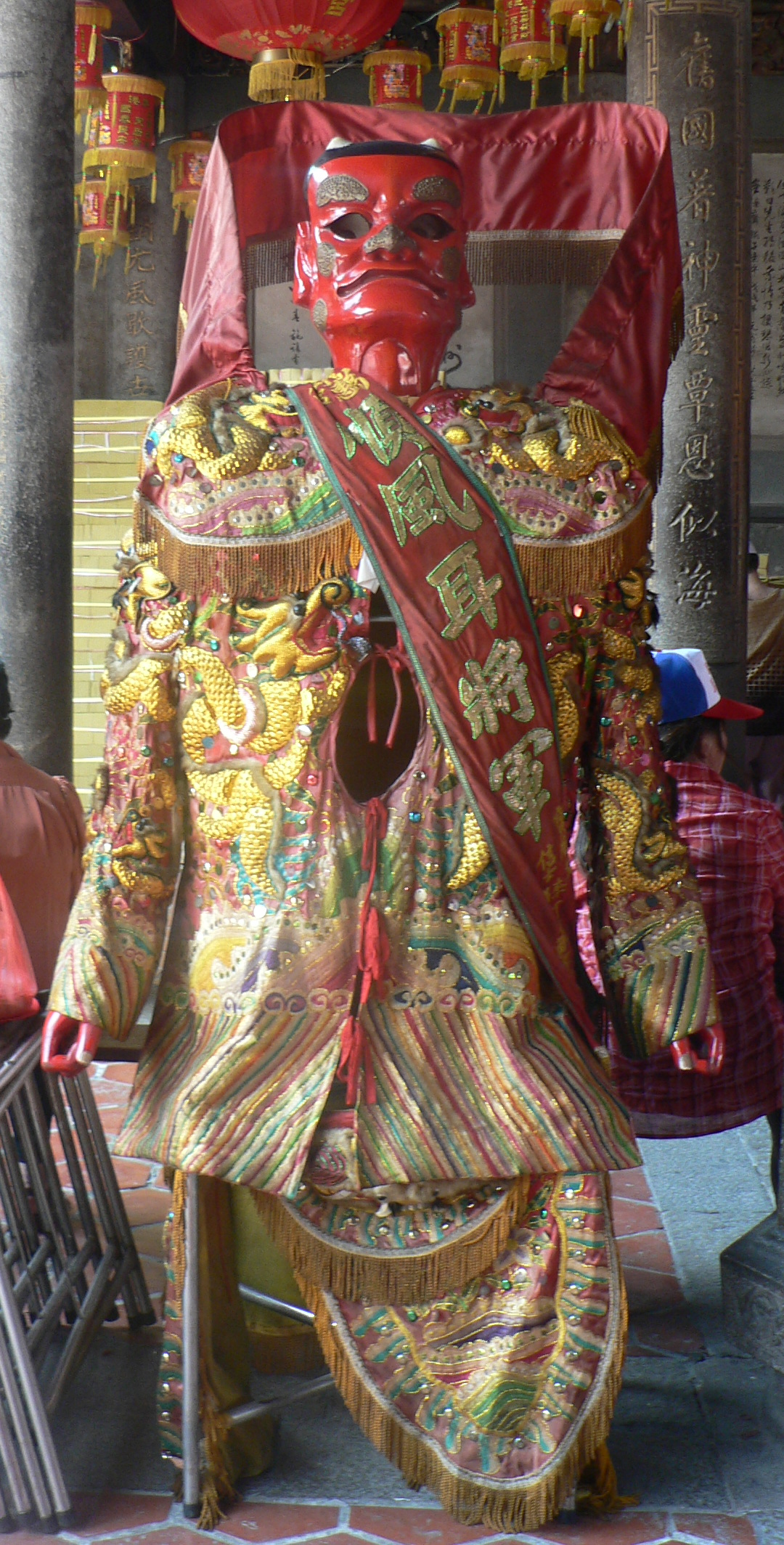
Sunfenger

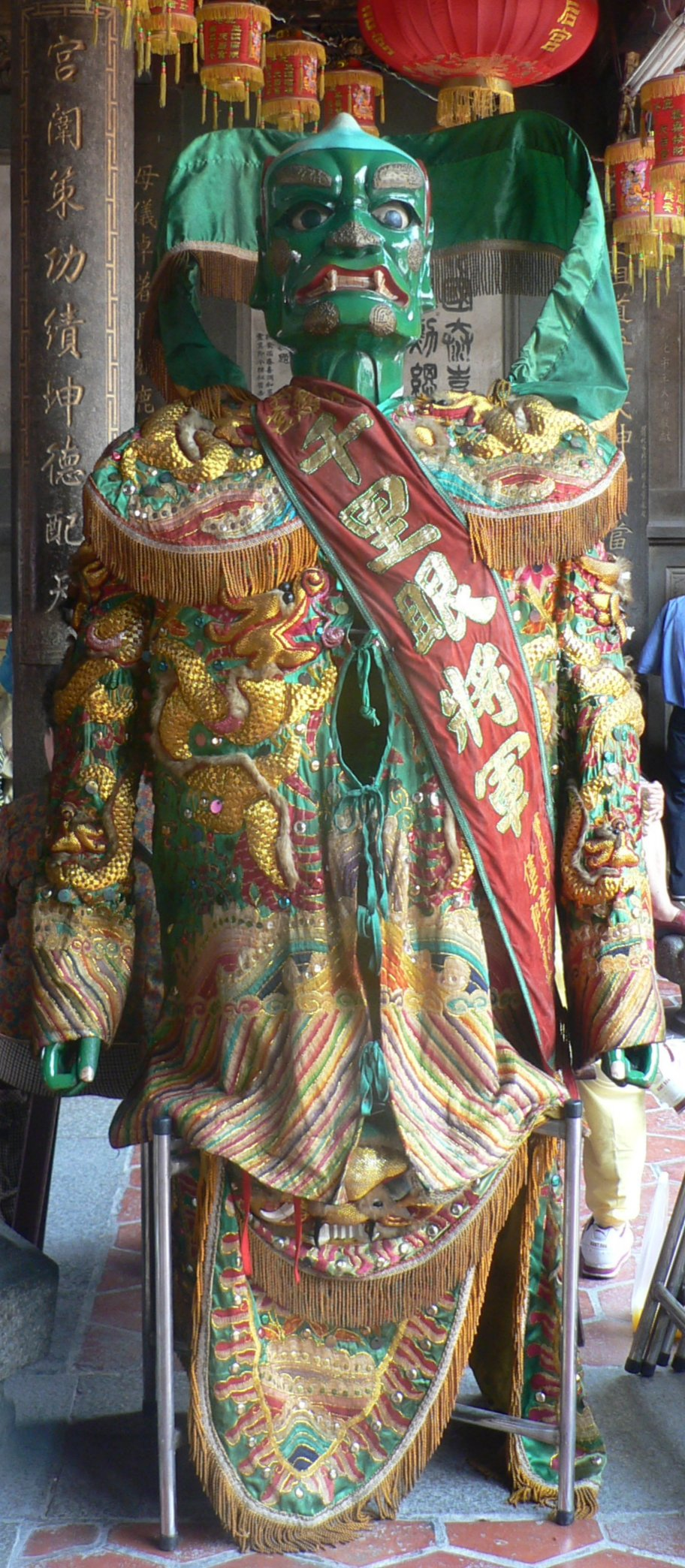
Qianliyan

Dans la religion traditionnelle chinoise, les divinités sont typiquement des êtres humains exemplaires ayant accédé à un état supérieur par la vertu de leur force mentale, du culte rendu à leurs mânes ou d’une cooptation par des divinités déjà existantes. Néanmoins, si certains dieux ont une existence humaine attestée (Guandi), pour d’autres, dont Mazu, la biographie terrestre est probablement une invention postérieure au culte. On n’a en effet aucune certitude concernant l’existence de celle qui va devenir la protectrice des marins : Lin Moniang, née sous les Song, originaire de Meizhou dans le district de Putian, province du Fujian. Son culte semble en tout état de cause être parti du Fujian et prend son essor sous les Song ; le premier temple consacré à Mazu apparaît au XIe siècle à Dinghai.
Les détails de sa vie varient selon les versions. Selon la biographie officielle des temples, elle serait née en 960 et morte à 27 ans en 987. Lors de sa naissance une lumière rouge aurait empli la chambre. Comme à un mois elle n’avait toujours pas pleuré, on lui donna le nom de Moniang, « la silencieuse ». Jeune, elle aurait manifesté du goût pour l’étude du Tao (ou de la dévotion aux bouddhas, taoïsme et bouddhisme se mêlant dans la religion populaire). À 16 ans, après plusieurs années de méditation, elle aurait acquis des pouvoirs extraordinaires, dont celui de sauver les navigateurs en détresse. D’autres versions en font une fille de pêcheur douée d’un sixième sens lui permettant de détecter les marins en détresse. D'autres encore prétendent qu’elle avait l’habitude d’aller sur la côte avec une lampe les soirs de tempête pour guider les bateaux et qu'elle serait morte noyée en tentant de sauver son frère. Certains en font un avatar du bodhisattva féminin Guan Yin.
Dans l’exercice de ses fonctions de sauvetage, elle se tient debout sur un nuage, vêtue d’un vêtement rouge et accompagnée de deux assistants : Qian li yan « yeux [qui voient à] mille lis » et Shun feng er « oreilles [qui entendent les sons] amenés par le vent ». Dans les temples, sa statue est le plus souvent celle d’une femme au visage noir vêtue en impératrice.
Le premier empereur à reconnaître officiellement sa puissance fut Huizong des Song, à la suite du témoignage de l’ambassade envoyée en direction du royaume coréen de Koguryo. La flotte ayant rencontré une tempête, certains auraient aperçu une femme vêtue de rouge venant à leur aide. L’empereur offrit à son temple une inscription « sauvetage à point nommé ».

## Le culte de Mazu à Taïwan
Un pèlerinage traverse le pays.
Le long du passage de Mazu on fait des offrandes de nourritures à tous, de nombreux feux d'artifice et on laisse exploser des "pétards". Les locaux et les pèlerins se positionnent en ligne par deux, allongés, les genoux sous le corps tandis que la statue de Mazu passe par-dessus placée dans une chaise à porteurs.

## Origine

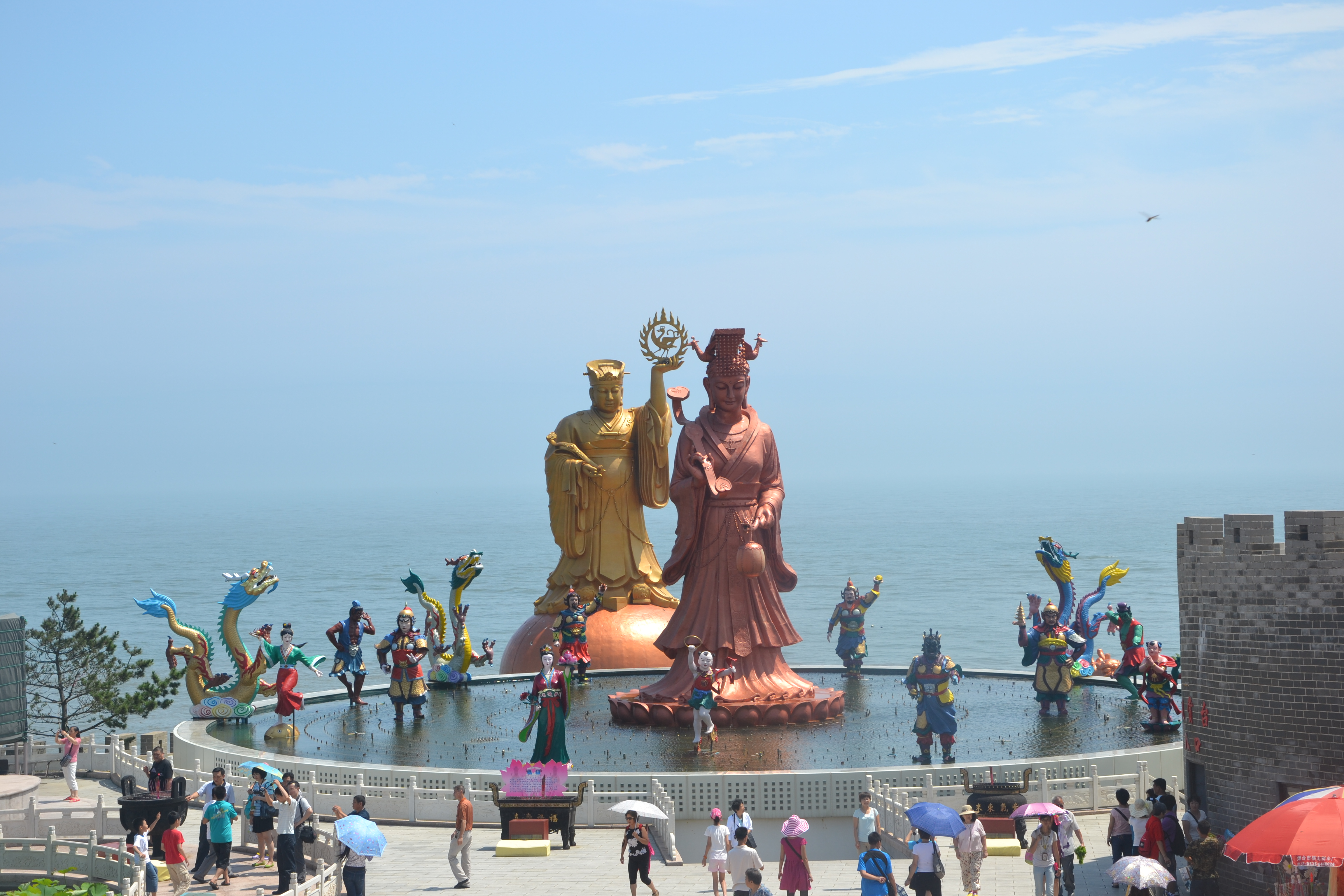
Statue de Mazu (centre), portant une lanterne et un ruyi cérémonial, à Weihai

La situation géographique de Taïwan, face à la province du Fujian, berceau du culte de Mazu, et l’importance de cette divinité pour des immigrants ayant affronté le redoutable détroit de Taïwan, ont fait que la déesse est rapidement devenue dans l’île une divinité de premier plan dont le champ d’action s’étend à tous les domaines de la vie. Son importance s’est encore accrue récemment avec la prise de conscience de l’identité culturelle taïwanaise, dont elle est l’élément le plus représentatif dans le domaine religieux. Elle a également été impliquée dans l’évolution des relations avec la Chine populaire. En effet, les pèlerinages vers le temple d’origine ont été parmi les premières visites autorisées pour raison non-familiale.
On compte à Taïwan 510 temples dont Mazu est la divinité principale, parmi plus de 800 qui abritent sa statue. 39 sont précisément datés, 2 de l’époque Ming et 37 de l’époque Qing. Le plus ancien est le Tianhougong de l’île principale des Pescadores, Magong, « temple de Mazu ». Les temples Chaotiangong de Beigang et Zhenlangong de Dajia conservent des relations particulièrement étroites avec le temple d’origine de Meizhou.

## Rituels
- Anniversaire : Les rituels les plus importants ont lieu aux alentours de l’anniversaire officiel de la divinité, le 23 du troisième mois lunaire. Comme pour tous les anniversaires divins dans la religion chinoise, le temple est décoré, des cérémonies et des spectacles sont organisés. Une procession[16] a souvent lieu, pendant laquelle la statue de la déesse portée en palanquin fait le tour de sa « paroisse ».
- Grande procession de Dajia à Beigang : Le troisième mois de l'année lunaire, le temple de Dajia organise une procession particulièrement importante qui conduit Mazu jusqu’au temple de Beigang en passant par celui de Xingang ; la déesse est accueillie en grande pompe à son arrivée. Des dizaines de milliers de personnes participent sur au moins une partie du trajet à cette procession qui s’étire sur plusieurs kilomètres. Elle porte le nom particulier de « Mazu rentre chez sa mère »[17], qui exprime les liens de parenté entre les temples de Dajia et Beigang.
- Visites entre Mazus : Les temples accueillent parfois la visite d’une statue de Mazu venue d’un temple plus prestigieux. Cette cérémonie se nomme « accueil de Mazu »[18] et donne parfois lieu à de grandes retrouvailles de plusieurs versions de la déesse, comme dans le comté de Taichung, où chaque année au troisième mois une statue connue sous le nom de « Mazu des 18 villages »[19] est invitée par ses consœurs de différents temples à tour de rôle, et mène la procession commune de toutes les effigies.
- Pèlerinages en groupe[20] : Outre les pèlerinages individuels, il est également possible aux fidèles d’emmener en groupe leur statue de Mazu visiter un temple renommé. La statue en visite est déposée un moment sur l’autel et un échange d’encens est effectué entre les deux déesses. La visiteuse repart avec un peu du prestige de la visitée.

En République populaire de Chine a eu lieu en 1987 à Meizhou dans le Fujian la commémoration des mille ans de culte de Mazu.

### Ecrits
Nausica Rivière. Le pèlerinage Dajia Mazu : enjeux et significations d'un nouveau répertoire du mouvement LGBT à Taïwan, Sciences de l'Homme et Société. 2019. Lire en ligne